# Norbert Götz
Norbert Götz (* 1965 in Worms) ist ein deutscher Politikwissenschaftler, Historiker und Skandinavist.
Norbert Götz wurde 2001 an der Humboldt-Universität Berlin zum Dr. phil. in Politikwissenschaften promoviert. Von 1999 bis 2005 arbeitete er als Assistent am  Lehrstuhl für Nordische Geschichte der Universität Greifswald. 2007 war er Dozent für Politische Geschichte an der Universität Helsinki. Er habilitierte sich 2009 in Neuester Geschichte und Internationalen Beziehungen an der Universität Greifswald. 2020 wurde er zum Professor am Institut für Zeitgeschichte an der Södertörns Högskola in Stockholm berufen.
2008 erhielt er den Hans-Rosenberg-Preis für seine Dissertation.

## Schriften (Auswahl)
- (Hrsg.) Vom alten Norden zum neuen Europa. Politische Kultur im Ostseeraum. Festschrift für Bernd Henningsen. Berliner Wissenschafts-Verlag, Berlin 2010.
- (Hrsg.) Die Ordnung des Raums. Mentale Landkarten in der Ostseeregion. Berliner Wissenschafts-Verlag, Berlin 2006.
- Ungleiche Geschwister. Die Konstruktion von nationalsozialistischer Volksgemeinschaft und schwedischem Volksheim. Nomos, Baden-Baden 2001.